# Vitis rupestris
Vitis rupestris es una vid originaria del sureste de los Estados Unidos y México. Se la conoce como: grosella, uva de montaña, uva de julio, uva de playa, uva pasa y uva de azúcar. Es utilizada para formar híbridos con la especie europea, Vitis vinifera, y con otras especies americanas los cuales son resistentes a la filoxera. Estos híbridos se utilizan como portainjertos de variedades europeas, formando sus raíces. Rupestris St. George ha sido ampliamente utilizada para formar plantas así como portainjertos y es quizás la más conocida.

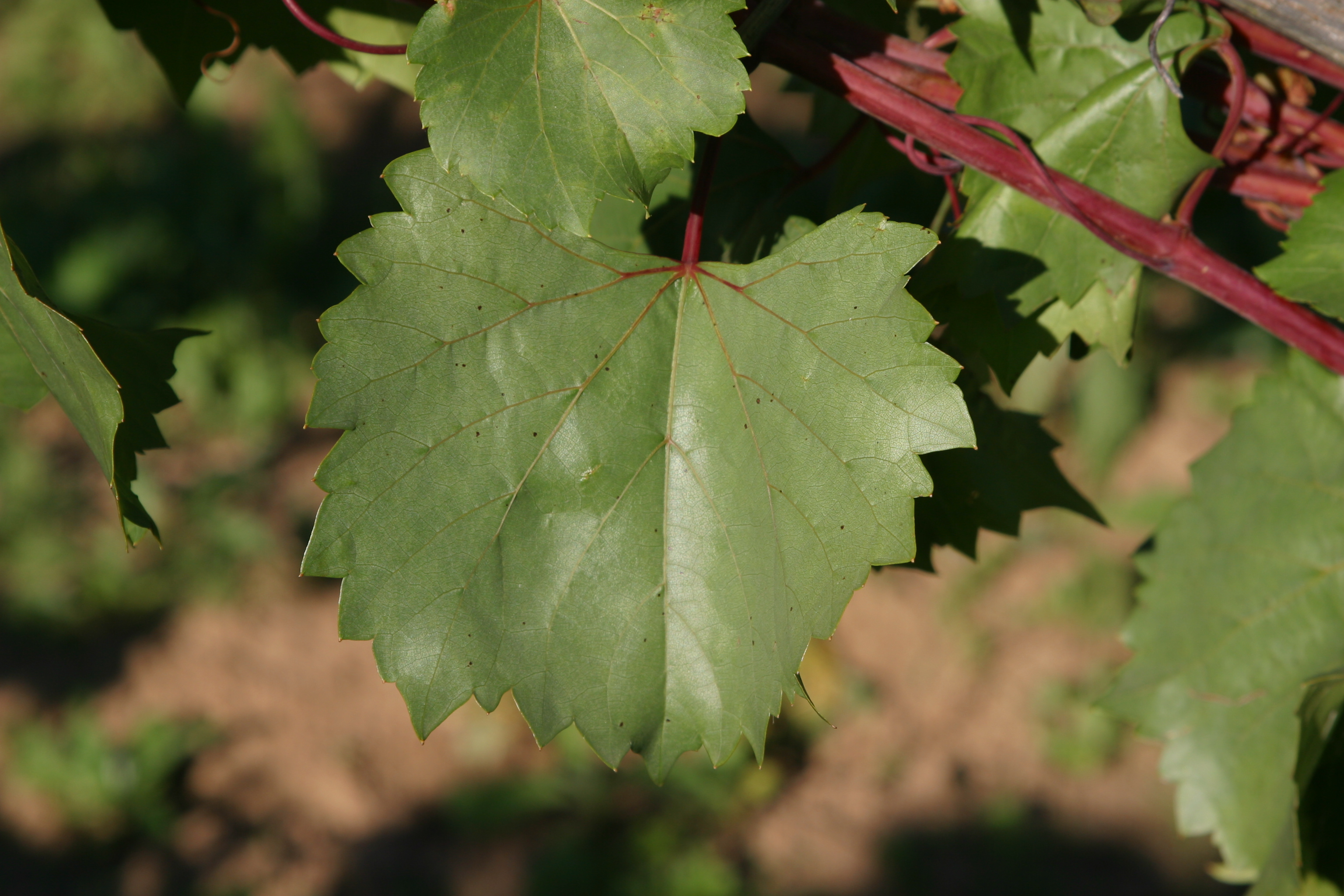
Hojas

## Distribución
Vitis rupestris se encuentra a menudo en Tennessee, Kentucky, Illinois, Misuri, Kansas, Nuevo México, Oklahoma, Arkansas, Texas, Luisiana, y Misisipi; y en México se encuentra en el municipio de Coahuila, Parras de la Fuente, Chihuahua, Zacatecas, San Luis Potosí y Querétaro.

## Descripción
Es una planta no trepadora espesa, que no crece en la sombra, y fue encontrada en praderas bien drenadas de agua. El pastoreo ha forzado a cultivarlas cerca de arroyos menos utilizados para el ganado.

## Taxonomía
Vitis rupestris fue descrita por George Heinrich Adolf Scheele y publicado en Linnaea 21(5): 591. 1848.
Etimología
Vitis; nombre genérico que es tomado directamente del Latín vītis, vitis, la vid, el sarmiento, vitis vinea siendo el vino
rupestris: epíteto latíno que significa "cercana de las rocas"
Variedades aceptadas
- Vitis rupestris f. dissecta (Eggert ex L.H. Bailey) Fernald

Sinonimia
- Vitis rupestris f. rupestris	[4]